# Bifurcación (blockchain)
Se conoce como bifurcación (en inglés fork) en el contexto de las criptomonedas a un ajuste de las reglas de consenso de una red blockchain que puede o no producir una división de la misma. Estos eventos suelen ser medios para ejecutar actualizaciones y crear criptomonedas a partir de una criptomoneda preexistente, aunque también pueden ocurrir como consecuencia de errores de código del software para nodos mineros y/o validadores. No se debe confundir la acepción de la misma palabra en el ámbito de desarrollo de software (también usada en el ecosistema de las criptomonedas, aunque con una menor frecuencia), que refiere a la acción de copiar código (generalmente de proyectos de código abierto) como base para crear un nuevo proyecto o ramificación del proyecto original.

## Tipos de bifurcaciones

### Bifurcación blanda
Las bifurcaciones blandas o bifurcaciones suaves (del inglés soft fork) son eventos que no implican cambios radicales de las reglas de consenso de una criptomoneda y que mantienen la retrocompatibilidad entre los nodos actualizados y los nodos que ejecutan software antiguo. Pueden ser usados para agregar nuevas funciones sin la necesidad de que todos los participantes actualicen sus nodos, siendo necesario la adopción del nuevo software solo para quienes quieren gozar de las nuevas características.

### Bifurcación dura
Las bifurcaciones duras (del inglés hard fork) son eventos que implican cambios radicales de las reglas de consenso de una criptomoneda que hacen incompatibles a los nodos actualizados con los nodos no actualizados de forma que se le hace técnicamente imposible a los segundos validar bloques producidos por los primeros. Pueden ser usados tanto para hacer actualizaciones consensuales, también llamadas «hard forks no contenciosos», que arreglen fallas o agreguen, mejoren e incluso eliminen características (en cuyo caso es necesario actualizar todos los nodos para que no ocurra una bifurcación involuntaria de la red), como para intentar reformar una blockchain en busca de un nuevo consenso a través de una guerra de hash   o crear nuevas monedas  a través de «hard forks contenciosos».

## Eventos relacionados

### Actualizaciones de red
Las actualizaciones de red (del inglés network upgrade) son eventos mediante los cuales los participantes de una blockchain implementan un nuevo conjunto de reglas de consenso de forma programada.
Estas pueden ser contenciosas, lo que implica un alto riesgo de producir una división de la red o una guerra de hash, o no contenciosas, cuando existe suficiente soporte por parte de la comunidad, empresas y mineros para mantener ese bajo riesgo.

### Divisiones de red
Las divisiones de red (network split) o divisiones de la cadena (chain split) son bifurcaciones accidentales o coordinadas de la red peer-to-peer de una criptomoneda. Estos eventos dan como resultado dos cadenas de bloques (temporales o no) independientes pero con un ancestro común. Pueden ser causadas tanto por bifurcaciones blandas como por un bifurcaciones duras y producirse por un error en el código o incompatibilidad imprevista entre distintos clientes de minería.

### Guerras de hash
Las guerras de hash (hash war) son eventos que implican la división y competencia del poder de minado de una criptomoneda en apoyo a consensos diferentes sobre el protocolo. 